# Blast Off
Blast Off è un singolo del 2014 interpretato dal DJ francese David Guetta e dal cantante e DJ australiano Kaz James.

## Il brano
Il brano è in gran parte basato su una strumentazione originale della canzone Ain't Talkin' 'bout Love del gruppo Van Halen.
La canzone è inserita nell'EP digitale Lovers on the Sun, nell'album Furious 7: Original Motion Picture Soundtrack (colonna sonora di Furious 7) e nell'album Listen Again, riedizione dell'album Listen in cui è presente come "bonus track".

## Tracce
- Download digitale - Original Mix[1]

1. Blast Off – 5:37

- Download digitale - Radio Edit[2]

1. Blast Off – 3:07

- Download digitale - EP[3]

1. Blast Off (Radio Edit) – 3:08
2. Bad (Radio Edit) – 2:51
3. Shot Me Down (Radio Edit) – 3:11